# Alejandro Doria
Alejandro Doria (Buenos Aires, 1 de novembre de 1936 - íd., 17 de juny de 2009) va ser un director de cinema, director de televisió, actor i director de teatre argentí. En la seva carrera va obtenir molts premis nacionals i internacionals, entre ells el Premi Goya 2007 i el Colón de Plata per Las manos, el Premi Cóndor de Plata per Darse cuenta, el Premi Sur per Las manos y el Premio Ecuménico del Festival de Montreal por La isla. El clàssic del cinema còmic argentí Esperando la carroza també és de la seva autoria (sobre l'obra de teatre de Jacobo Langsner).

## Biografia

### Carrera artística
Entre 1956 i 1963 va participar com a actor en diverses obres teatrals, entre elles, Al tercer día, Muertos sin sepultura i La casa de la noche. A televisió va començar la seva carrera en 1961, com a coautor, juntament amb el seu germà Raúl Gaynal amb dos programes: Las musimujeres y Las sombras, en les que era director de fotografia Nicolás del Boca. Va tenir al seu càrrec la posada en escena de diversos programes dirigits per Del Boca, entre ells Fulanos de tal (1962), Los solteros del 10° C -de Alberto Migré- (1967) així com clàssics escrits per Nené Cascallar com Cuatro mujeres para Adán i Las noches de Adán y Eva. Com a director va començar el 1969 amb la sèrie televisiva Nuestra galleguita, d'enorme èxit popular.
En els anys següents va continuar amb la direcció de nombrosos cicles com a Historias de papá y mamá, Alta comedia, Pobre diabla i Papá corazón, clàssics de la televisió argentina; Identidad, Escenario universal, Situación límite, Atreverse, Amores, Mi mamá me ama i els prestigiosos cicles de Los Especiales de Alejandro Doria (Historia de un amor turbio, Como dejar morir a un valiente, Decir que no, Cavar un foso, Ceremonia secreta, entre altres).
En cinema, va dirigir i va escriure els guions de pel·lícules com Contragolpe (1978), La isla (1979) al costat d'Aída Bortnik amb Alicia Bruzzo, Sandra Mihanovich i Luisa Vehil. Los miedos (1980), amb Soledad Silveyra i Tita Merello, Los pasajeros del jardín (1982), amb Graciela Borges i Rodolfo Ranni, la premiada Darse cuenta (1984), basada en una idea de China Zorrilla amb Luis Brandoni, Dora Baret i la mateixa Zorrilla que també actuarà a Esperando la carroza (1985), clàssic de culte del cinema nacional amb Antonio Gasalla amb libre de Jacobo Langsner i un gran repartiment. La seguiran Sofía (1987) i Cien veces no debo (1990) amb la seva afillada Andrea del Boca.
Amb el cicle televisiu Atreverse va rebre diversos premis Martín Fierro (entre ells al Millor Director i Millor Programa, en dos lliuraments consecutius).
A més de premis nacionals, va rebre nombrosos guardons internacionals com el Premi al Millor Programa de Ficció Hispà parlant, i altres premis en els festivals de Huelva i Biarritz.
També va dirigir en televisió una nova versió de El Rafa en 1997, amb les actuacions de Arturo Puig, Gastón Pauls i Paola Krum, i amb llibres de Alberto Migré.
Entre 1968 i 1973 va dirigir diverses obres de teatre, entre elles Mi querida parentela, Nuestra galleguita, Plaza Suite, Esta noche, no, querida i El último de los amantes ardientes.

### Mort
Als 72 anys, el reconegut director i guionista va morir el 17 de juny de 2009 en Buenos Aires com a conseqüència d'una pneumònia crònica que va deteriorar marcadament la seva salut durant les seves últimes setmanes de vida.

## Filmografia

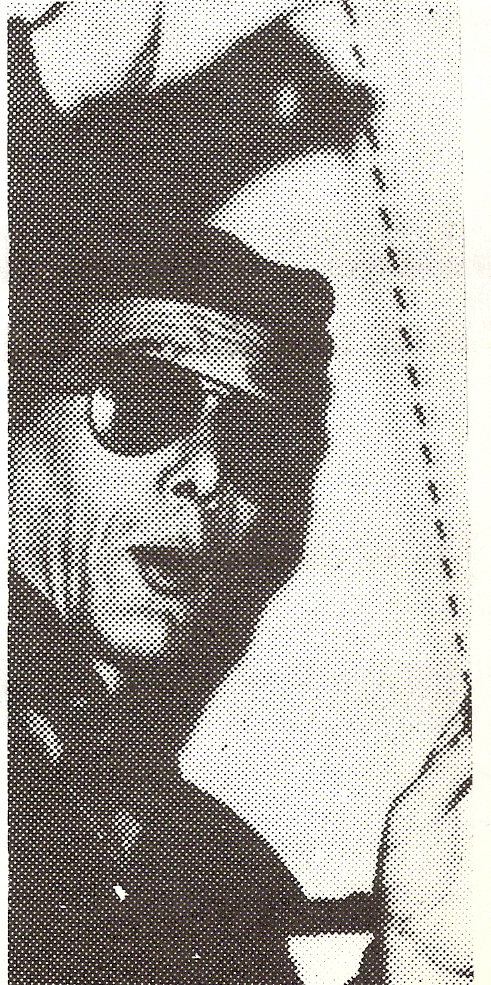
Alejandro Doria (Revista "Pájaro de fuego").

### Com a director
1. Las manos (2006)
2. 18-J (2004)
3. Cien veces no debo (1990)
4. Sofía (1987)
5. Esperando la carroza (1985)
6. Darse cuenta (1984)
7. Los pasajeros del jardín (1982)
8. Los miedos (1980)
9. La isla (1979)
10. Contragolpe (1979)
11. Proceso a la infamia (1974)

### Com a guionista
1. Las manos (2006)
2. Cien veces no debo (1990)
3. Sofía (1987)
4. Esperando la carroza (1985)
5. Darse cuenta (1984)
6. Los pasajeros del jardín (1982)
7. Nosotros y los miedos (1980)

## Carrera teatral

### Com a director
1. Mi querida parentela
2. Los amorosos
3. Nuestra galleguita
4. Plaza Suite
5. Esta noche, no, querida
6. El último de los amantes ardientes
7. Sexo no, por favor, somos decentes

### Com a actor
1. Al tercer día.
2. Muertos sin sepultura.
3. Escuadra hacia la muerte.
4. Los navegantes del Génesis.
5. La casa de la noche.

## Televisió

### Posada en escena
- Las musimujeres de Raúl Rosales (Raúl Gaynal) (1961) dir. Nicolás Del Boca
- Las sombras de Raúl Rosales (Raúl Gaynal) (1961) dir. Nicolás del Boca
- Fulanos de tal d'Alejandro Doria (1962) dir. Nicolás del Boca
- El show Lux: Cinco historias de color d'Horacio S. Meyrialle, Jacobo Langsner, Roberto Socol y Raúl Gurruchaga (1963) dir. Nicolás del Boca
- Teatro prohibido: Qwertyuiop de Dalmiro Sáenz (1965) dir. Nicolás del Boca
- Teatro prohibido: Noc, dos, tres, cuatro de Dalmiro Sáenz (1965) dir. Nicolás del Boca
- Intimidad prohibida de Jacobo Langsner (1965) dir. Nicolás del Boca
- Ni un sí ni un no de Nené Cascallar (1966) dir. Nicolás del Boca
- Cuatro mujeres para Adán de Nené Cascallar, (1966) dir. Nicolás del Boca
- Hijos del corazón d'Horacio S. Meyrialle, (1966) dir. Nicolás del Boca
- Los solteros del 10º C d'Alberto Migré (1967) dir. Nicolás del Boca
- Cuatro mujeres para Adán de Nené Cascallar (1967) dir. Nicolás del Boca
- Las noches de Adán y Eva de Nené Cascallar (1967) dir. Nicolás del Boca
- Todas eran adorables de Nené Cascallar (1968) dir. Nicolás del Boca
- Historias en la noche de Nené Cascallar (1968) dir. Nicolás del Boca
- Dos en la multitud de Nené Cascallar (1968) dir. Nicolás del Boca
- Historias en la noche de Nené Cascallar (1969) dir. Nicolás del Boca

### Director integral
- Nuestra galleguita (1969) d'Abel Santa Cruz
- Cinco pisos en las nubes (1969) d'Abel Santa Cruz, Gius i Horacio S. Meyrialle
- Siete veces Nochebuena (1969) d'Horacio S. Meyrialle
- Nuestra galleguita (1970) d'Abel Santa Cruz
- Alta comedia: "La tierra grita" (1970) d'Horacio S. Meyrialle; "Rasputín" d'Horacio S. Meyrialle, "El príncipe y la corista" de Terence Rattigan, adaptació d'Alberto Migré; "Se vende un hijo" (de Jacobo Langsner); "Cuando las mujeres pueden a los hombres" (de germans Álvarez Quintero, adap. Meyrialle); "La Sombra" (de Darío Niccodemi, adap. Marsus i Alfredo Lima); "Nostradamus" (de Meyrialle); "Cinco lobitos" (de Serafín i Joaquín Álvarez Quintero, adap. Horacio S. Meyrialle); "Los sueños en el desván" (de Renato Castellani i Adriana Chiaramonti, adap. Alfredo Lima); "El ángel azul" (de Heinrich Mann, adap. Meyrialle)
- Los parientes de la galleguita (1970) (de Santa Cruz)
- El teatro de los tres (1970) (de Meyrialle)
- La familia duerme en casa / La familia hoy duerme en casa (1970) (de Santa Cruz)
- Alta comedia (1971): "Un solo verano de amor" (d'Alfredo Lima); "Cómo casarse en siete días" (d'Alfonso Paso, adap. Meyrialle); "Ayer fue primavera" (de Rodolfo M. Taboada, adap. Lima); "Envidia" (de Darthés i Damel, adap. Jorge Falcón); "Papá Lebonard" (de Jean Aicard, versió Meyrialle); "El buen mozo" (de Guy de Maupassant, adap. Lima); "La carta" (de William Somerset Maugham, adap. Lima); "El ángel de la muerte" (d'Ángel Casellas, adap. Manuel Barberá i Horacio S. Meyrialle); "Un sombrero lleno de lluvia" (de Michael Gazzo); El tobogán (de Langsner); "Un solo verano de amor" (de Lima); "La dama del perrito" (d'Anton Txèkhov, adap. i dir. A. Doria); "El inquilino desconocido" (de Jerome K. Jerome, adap. Manuel Barberá y Agustín Cuzzani); "Los pulpos" (de César Tiempo, adap. Osvaldo Dragún); "El único otoño" (de O'Henry, adap. Norberto Montero); "De carne somos" (de Samuel Butler, adap. Meyrialle); "Lluvia" (de William Somerset Maugham, adap. Meyrialle); "Los cobardes" (de Vito de Martini); "Me casé con un ángel" (de Janos Vaszary, adap. Alfredo Romeo, Ricardo Cappenberg y Alfredo Lima); "Mi hijo debe nacer" (de Vito de Martini); "Recuerdo a mamá" (de John Van Drutten, adap. Jacobo Langsner); "El avaro" (de Molière, adap. Ana Rivas); "Lil, la de los ojos color del tiempo" (de Guy de Chantepleure, adap. Alfredo Lima); "Fedra" (de Jean Racine, adap. Osvaldo Dragún); "Todo sea para bien" (de Luigi Pirandello, adap. Edmundo Guibourg y Langsner); "Ocho mujeres" (de Robert Thomas, adap. Alfredo Lima); "Bel Ami" (de Guy de Maupassant); El ángel desnudo (d'Arthur Schnitzler, adap. César Tiempo); "Pelo de zanahoria" (de Jules Renard); Mata Hari (d'Alan Dacler, adap. Meyrialle)
- Historias de mamá y papá (1971): "La familia hoy duerme en casa" (de Santa Cruz)
- Todo el año es Navidad (1971) (de Meyrialle)
- Alta comedia (1972): "Mi marido hoy duerme en casa" (de Santa Cruz); "El mar profundo y azul" (de Terence Rattigan, adap. Langsner); "La sombra de una infamia" (de Lillian Hellman, adap. Agustín Caballero); "Negrita querida" (de Cherry Noir, adap. Javier Farías); "Nada menos que todo un hombre" (de Miguel de Unamuno, adap. Hellen Ferro); "El amante complaciente" (de Graham Greene, adap. Langsner); "La araña madre" (de Santa Cruz); "Alfonsina" (de Langsner); Crimen y castigo (de Fedor Dostoievski, adap. Langsner); "¿Quién mató a María Raque?" (de Santa Cruz); "Teresa Raquin" (sobre la novel·la d'Émile Zola); "Esperando la carroza" (de Langsner); "La mujer del domingo" (de Ted Willis); "La amarga victoria"
- Historias de mamá y papá (1972) (de Santa Cruz)
- Persona (1972) (d'Osvaldo Dragún i Langsner)
- Pobre diabla (1973) (de Migré)
- Papá corazón (1973) (de Santa Cruz)
- Espectaculares de Andrea Del Boca (1973): "Jugar a morir" (de Langsner)
- Alta comedia (1973): "Marius" (de Marcel Pagnol, adap. Langsner); "El castillo del odio" (d'Archibaldo José Cronin, adap. Alfredo Suárez Serrano); "Rojo y negro" (de Stendhal, adap. Vito De Martini)
- Alta comedia (1974): Cinco minutos después (de Cascallar); "Landrú" (de Dragún)
- Crónica de Carola (1974) (de Carlos Lozano Dana)
- El mundo del espectáculo (1974): "Siete madres y una actriz" (sobre textos d'Anton Txèkhov, Noël Coward, Eduardo De Filippo, Gregorio de Laferrère, Oscar Wilde i Eugene O'Neill)
- Historias inquietantes (1975) (d'Elsa Martínez i Marcia Cerretani)
- Escenario universal (1976): "El entierro prematuro" (d'Edgar Allan Poe, adap. Marcia Cerretani); "Diario de un loco" (de Nikolai Gogol, adap. Norberto Montero); "Las noches blancas" (de Fedor Dostoievski); "Rosaura a las diez" (de Marco Denevi, adap. Denevi i Andrés Lizarraga); "El crimen de lord Arthur Saville" (d'Oscar Wilde, adap. Marcia Cerretani); "Veneno" (de Katherine Mansfield, adap. Norberto Montero); "Misericordia" (de Benito Pérez Galdós, adap. Juan Carlos Cernadas Lamadrid); "William Wilson, otro yo" (de Poe, adap. Cano i Norberto Montero); "Castigo al traidor" (d'Augusto Roa Bastos, adap. Andrés Lizarraga); "Felipe Derblay (El dueño de las herrerías)" (de George Ornet, adap. Santiago Palazzo); "La tía Tula" (de Miguel de Unamuno, adap. i dir. A. Doria); "El collar" (de Guy de Maupassant, adap. i dir. A.D.)
- Identidad (1977) (de Cernadas Lamadrid)
- Escenario universal (1977): "Los papeles de Aspern" (de Henry James, adap. Cernadas Lamadrid); "Una muerte lejana" (de Víctor Pronzato)
- Piel de verano (1979) (de Beatriz Guido, adap. i dir. A.D.)
- Chantecler (1981) (de Juan Carlos Cernadas Lamadrid)
- Anastasia en la sombra (1981) (de Langsner)
- Sanatorium (1981) (de W. Somerset Maugham)
- Situación límite (1983/4) (de Nelly Fernández Tiscornia)
- Bellezas (1985-1986) amb Federico Luppi i Graciela Alfano
- Atreverse (1990) (de Langsner, Fernández Tiscornia, María José Campoamor, Cernadas Lamadrid i Aída Bortnik). Algunos episodios: "Un negocio redondo"; "Entre mujeres"; "De mis amores con Alain Delon"; "Un 30 de febrero"; "Padres, hijos, amantes"; "Conciencias"; "Sobre todo los domingos"; "En la isla"; "Tarde o temprano"; "Otros paraísos"; "¿Quién nos pedirá perdón?"; "Mejor me callo"; "Reencuentros"; "Al sonar la campana" (les catorze de Langsner) "Alta en el cielo"; "Reunión de padres"; "Tres veces atreverse"; "Tres hermanas, tres sirvientas"; "Amores"; "Gracias por las rosas"; "Alguien puede llamarme" (las siete de Fernández Tiscornia) "Entre sábanas"; "Pequeñas vidas, pequeñas muertes"; "Infierno cotidiano"; "Ganas de gritar"; "Todos estamos enamorados" (les cinc de Campoamor) "Un, uno, una, etc."; "Mientras viva" (ambdues de Cernadas Lamadrid) "No estamos solos" (de Bortnik)
- Atreverse (1991) (de Fernández Tiscornia, Langsner i Campoamor). Alguns episodis: "Damas y caballeros"; "Damas de otra época"; "Pequeños hombres, grandes amores"; "Besos dulces, momentos amargos"; "Darse cuenta"; "El hombre enamorado"; "Las hermanas provincianas"; "Perder la cabeza"; "¿Quién dijo que todo está perdido?"; "Ratones"; "Más que una yunta de bueyes"; "Por la vida"; "Mirarse a la cara"; "Aquí puede pasar cualquier cosa"; "Dime con quién andas"; "La mala de la historia"; "También hay gente en la selva"; "Gracias por la ayuda"; "Sin amor" (els dinou de Langsner) "La madre que nos tiró"; "Despiertos para siempre"; "Mujeres contra mujeres" (les tres de Fernández Tiscornia) "Sobrevivientes" (de Campoamor) "La vida empieza con «A»" (de Fernández Tiscornia i Langsner)
- Amores (1992) (d'Elena Antonietto, Langsner i altres). Algunos episodios: "El agujero en el corazón", "Por algo será" y "Dos es mejor que uno" (les tres de Langsner) "Lápiz, papel y botella" i "Lucy, ¿adónde vas?" (ambdues d'Esteban Peláez) "Dejar vivir" (d'Antonietto) "Boca sucia, vago y con los pantalones llenos de agujeros"
- Mi mamá me ama (1993) (de Cristina Fasulino i Jorge Stamadianos entre altres)
- Especiales de Alejandro Doria (1996): "El jorobadito" i "Noche terrible" (de Roberto Arlt, adap. A.D. i Cristina Fasulino); "La cacería del zorro" (de i adap. Marco Denevi); "Historia de un amor turbio" (d'Horacio Quiroga, versió lliure d'A. Doria i Fasulino); "Reunión secreta" (de Marco Denevi); "Decir que no" (de Martha Mercader); "Cavar un foso" (d'Adolfo Bioy Casares)
- El Rafa (de Ricardo Rodríguez i Ricardo Talesnik [després A. Migré i Víctor Agú])
- Los especiales de Alejandro Doria (1998): "Comunico milagros" (de Juan Carlos Gené); "El santo diablo" (sobre el conte de Guy de Maupassant, adap. Fasulino); "Los pulpos" (sobre novel·la de Marcelo Peyret, adap. Fasulino i A. Doria)

## Premis

### Premis Konex
- Premi Konex de Platí 2001: Director/a de Televisió
- Premi Konex de Platí 1991: Director/a de Televisió
- Premi Konex 1981: Director/a de Televisió

### Premis Martín Fierro
- 1973 com a director per diversos cicles.
- 1990 com a director integral per Atreverse
- 1991 com a director integral per Atreverse
- 1996 com a director per Los especiales de Alejandro Doria